# Aphyosemion volcanum
Aphyosemion volcanum е вид лъчеперка от семейство Nothobranchiidae. Видът е застрашен от изчезване.

## Разпространение
Разпространен е в Камерун.

## Описание
На дължина достигат до 4,5 cm.